# Tabitha St. Germain
Tabitha St. Germain, nota anche con lo pseudonimo di Paulina Gillis (Boston, 30 ottobre 1963), è un'attrice teatrale e doppiatrice canadese.
Passata dalla carriera teatrale al doppiaggio, è da allora divenuta una delle doppiatrici centrali della Ocean Production a Vancouver, in Canada. Ha vinto un Dora Award come Paulina Gillis nel 1995 per la sua performance in Assassins, il musical di Stephen Sondheim.

## Filmografia

### Animazione occidentale
- Action Man - Agnes "Fidget" Wilson
- Le avventure di Super Mario - Kootie Pie Koopa (come Paulina Gillis)
- Alf - Augie Shumway, Rhonda (come Paulina Gillis)[3]
- ALF Tales - Augie Shumway / Rhonda (come Paulina Gillis)
- Ark - Empress Cathebel
- Il diario di Barbie - Other Sales Girl
- Barbie Fairytopia - Dandelion
- Barbie Fairytopia - Mermaidia - Dandelion e Teeny Mermaid
- Barbie - La magia della moda - Marie-Alecia "Alice"
- Barbie e il canto di Natale - Lo spirito del Natale passato
- Barbie e l'avventura nell'oceano - Zuma e Deanne
- Barbie Mariposa e le sue amiche fate farfalle - Willa, Coral e Flutterpixie
- Barbie Fairytopia - La magia dell'arcobaleno - Dandelion e Topaz
- Barbie presenta Pollicina - Chrysella
- In che mondo stai Beetlejuice? - Prudence, Ginger e voci aggiuntive
- Being Ian - Sandi Crocker
- Bionicle 2 - Le leggende di Metru Nui - Nokama
- Bionicle 3 - Le ombre del mistero - Nokama
- Maggie - Various
- Capitan Flamingo - Milo Powell / Captain Flamingo
- Gli Orsetti del Cuore - Cheer Bear
- The Care Bears Family (come Paulina Gillis)
- Class of the Titans - Persephone, Aphrodite, Psyche (mortal)
- COPS: Squadra anticrimine - Ms. Demeanor (come Paulina Gillis)
- I gemelli Cramp - Mari Phelps
- Devil Kings - Bramble
- Il treno dei dinosauri - Shirley Stygimoloch, Spiky Stygimoloch, Keenan Chirostenotes, Mrs. Conductor the Troodon, Patricia Palaeobatrachus, Minnie Microraptor, Mikey Microraptor, Angela Avisaurus, Mrs. Deinonychus, Arlene Archaeopteryx, Cindy Cimolestes, Sonja Styracosaurus e Stephie Styracosaurus
- D'Myna Leagues - Nikki Tinker
- Dog City - Kitty (come Paulina Gillis)
- Dragon Booster - Spratt
- Dynasty Warriors: Gundam 2 - Narrator / Instructor
- Ed, Edd & Eddy - Nazz (solo prima stagione)
- El Tigre - Mindilio/La Huelgita
- Generation O! - Eddie
- George della giungla - Magnolia, Tooky Tooky
- Hellcats - voci aggiuntive
- Hero 108 - Alpha Girl Latifah, Archer Lee, Rattle Diva, Peacock Queen
- Tyler Perry's House of Payne - Clerk
- Hurricanes (come Paulina Gillis)
- Jimmy Jimmy - Heloise
- Kid vs. Kat - Mai dire gatto - Phoebe, Mrs. Brenigan
- La Banda dei Super Cattivi - Cougar, Elizabeth "Lightning Liz" Sergeant, Goldenrod e Miss B. Mean
- Un regno incantato per Zelda - Spryte (come Paulina Gillis)
- Chiudi gli occhi e sogna - Tess
- The Littlest Angel
- Make Way For Noddy - Dinah Doll
- Marta il cane parlante - Martha / Napitha
- Martin Mystère - Jenni Anderson
- Monster Buster Club - Wendy
- Mucha Lucha - Penny Plutonium
- My Little Pony (terza generazione) - Minty, Thistle Whistle, Wysteria, Fiesta Flair e Scootaloo
- My Little Pony - Equestria Girls - Rarity (solo parlato), vicepreside/Princess Luna
- My Little Pony - L'amicizia è magica - Rarity (solo parlato), Granny Smith, Princess Luna/Nightmare Moon, Photo Finish, Mrs. Cake, Pound Cake, Derpy[4]
- Il professore matto - Robin
- Pollyworld - Beth
- Pucca - Ring Ring / Pucca
- RollBots - Tinny
- Storm Hawks - Dove
- Super Mario World - Kootie Pie Koopa (come Paulina Gillis)
- Swamp Thing - Abigail Arcane (come Paulina Gillis)
- Sylvanian Families - Ashley Evergreen
- Team Galaxy - Brett
- Scary Godmother: Halloween Spooktacular - Scary Godmother
- Scary Godmother: The Revenge of Jimmy - Scary Godmother
- Voltron Force − Kala
- X-Men: Evolution - Danielle Moonstar
- Yakkity Yak - Penelope
- Zeke's Pad - Ida Palmer / Chester

### Altri doppiaggi
- .hack//Roots - Asta / Nazo Grunty
- Black Lagoon - Roberta
- Hanayori Dango - Yuki Matsuoka
- Death Note - Naomi Misora
- Dokkoida!? - Ruri Umeki / Edelweiss
- Dragon Ball Z - Kid Dende, Gotenks (Ocean Group dub; come Paulina Gillis)
- Dragon Drive - Chibisuke
- Earth Girl Arjuna - Sayuri Shirakawa
- Galaxy Angel S - Ranpha Franboise
- Galaxy Angel X - Ranpha Franboise
- Hamtaro - Pashmina
- Infinite Ryvius - Criff Kei
- InuYasha - Nazuna / Sayo / Koume
- Let's Go Quintuplets - Krystal
- MegaMan NT Warrior - Maddy (Madoi or Madd)
- Mirmo! - Katie Minami
- Gundam SEED - Flay Allster, Birdy (Torii), Haro
- Gundam SEED Destiny - Birdy (Torii), Haro, Abby Windsor, Hilda Harken
- Gundam 00 - Soma Peries, Haro
- Popotan - Konami / Unagi / Magical Girl Lilo
- Powerpuff Girls Z - Miss Keane, Ivy, Violet, Sapphire
- Ranma ½ - Yuki Onna
- Shakugan no Shana - Shana, Domino, Rinne (Baby; ep 1)
- Star Ocean EX - Precis F. Newman
- Sword of the Stranger - Mu-Mao, Yori
- Transformers: Armada - Alexis
- Transformers: Energon - Alexis
- Transformers: Cybertron - Professor Lucy Suzuki
- Tokyo Underground - Shiel Messiah
- Zoids Fuzors - Sandra, Ciao, Female TV Announcer

## Filmografia
- Beggars and Choosers
- Beyond Belief: Fact or Fiction
- Da Vinci's Inquest
- Eve's Christmas
- It's a Very Merry Muppet Christmas Movie
- Mysterious Ways
- La nuova famiglia Addams - Serie TV, 3 episodi
- Oltre i limiti (The Outer Limits)
- Scuola di polizia
- Supernatural

## Doppiatrici italiane
Come doppiatrice è sostituita da:
- Camilla Gallo in My Little Pony - L'amicizia è magica (Rarity; voce - st. 1-6, 8), My Little Pony: il film, My Little Pony: Equestria Girls (Rarity; voce), My Little Pony: Una nuova generazione (Rarity)
- Graziella Porta ne Gli Orsetti del Cuore, My Little Pony - L'amicizia è magica (Granny Smith, madre di Rarity)
- Greta Bortolotti in My Little Pony - L'amicizia è magica (Rarity; canto), My Little Pony: Equestria Girls (Rarity; canto)
- Deborah Morese in My Little Pony - L'amicizia è magica (Principessa Luna), My Little Pony: Equestria Girls (Principessa Luna)
- Giusy Di Martino in Casper e il Natale
- Valentina Tomada in Ed, Edd & Eddy
- Deborah Ciccorelli in Krypto the Superdog (Andreina)
- Ilaria Giorgino in Krypto the Superdog (Melanie)
- Monica Bertolotti in Capitan Flamingo
- Alessandro Serafini in A come Azione!
- Chiara Francese in My Little Pony - L'amicizia è magica (Rarity; voce - st. 7)
- Elda Olivieri in My Little Pony - L'amicizia è magica (Nightmare Moon)
- Gea Riva in My Little Pony - L'amicizia è magica (Derpy - ep. 2x14)
- Lorella De Luca in My Little Pony - L'amicizia è magica (sig.ra Cake)
- Sabrina Bonfitto in My Little Pony - L'amicizia è magica (Zipporwhill)
- Serena Clerici in My Little Pony - L'amicizia è magica (Flurry Heart)
- Stefania Rusconi in My Little Pony - L'amicizia è magica (Photo Finish)
- Valentina Pallavicino in My Little Pony - L'amicizia è magica (Derpy - ep. 5x09)
- Emanuela Pacotto in Chiudi gli occhi e sogna - Little Rosey